# Potnia webbi
Potnia webbi är en insektsart som beskrevs av Creão-duarte och Albino Morimasa Sakakibara 1997. Potnia webbi ingår i släktet Potnia och familjen hornstritar. Inga underarter finns listade i Catalogue of Life.